# Boulengerula fischeri
Boulengerula fischeri är en groddjursart som beskrevs av Ronald Archie Nussbaum och Harald Hinkel 1994. Boulengerula fischeri ingår i släktet Boulengerula och familjen Caeciliidae. IUCN kategoriserar arten globalt som otillräckligt studerad. Inga underarter finns listade.